# أدريان بوريل
أدريان بوريل (بالفرنسية: Adrien Borel)‏ هو طبيب نفسي فرنسي، ولد في 19 مارس 1886 في الدائرة السادسة في باريس في فرنسا، وتوفي في 19 سبتمبر 1966 في Beaumont-lès-Valence ‏ في فرنسا.